# Ekstraklasa kobiet w tenisie stołowym (2009/2010)
Ekstraklasa kobiet w tenisie stołowym 2009/2010 – 62. edycja rozgrywek pierwszego poziomu ligowego kobiet w Polsce. Brało w niej udział 10 drużyn.
Triumfatorem rozgrywek został KTS Forbet OWG Tarnobrzeg, który w meczach finałowych pokonał GLKS Wanzl Nadarzyn. Brązowe medale zdobyły drużyny KS Bronowianka Kraków i KU AZS UE Wrocław.

## System rozgrywek
Rozgrywki prowadzone były z udziałem 10 drużyn i były podzielone na dwie fazy: zasadniczą i play-off.
Faza zasadnicza składa się z dwóch rund. Pierwsza runda rozgrywana jest systemem każdy z każdym. W drugiej rundzie gospodarzami spotkań w drugiej rundzie są drużyny, które w pierwszej rundzie w meczu pomiędzy tymi samymi drużynami grały na wyjazdach. Za zwycięstwo drużyny otrzymują 2 punkty, zaś za porażkę nie otrzymują punktów.
Do fazy play-off awansują 4 drużyny. W półfinałach zostaną rozegrane dwumecze. Pary zostaną ustalone na podstawie tabeli po rundzie zasadniczej (1-4, 2-3). Zwycięzcy półfinałów awansują do finału, gdzie zostanie rozegrany dwumecz, a gospodarzem pierwszego meczu będzie drużyna z niższego miejsca po fazie zasadniczej. Drużyna, która wygra finał otrzyma tytuł Drużynowego Mistrza Polski kobiet, puchar i złote medale, a zespół pokonany w finale otrzyma puchar i srebrne medale. Drużyny, które odpadły w półfinałach, otrzymają brązowe medale. Do 1. ligi spadną dwie ostatnie drużyny po fazie zasadniczej.
Każdy mecz składa się z 3-5 gier rozgrywanych kolejno na jednym stole. Mecz kończy się wraz z uzyskaniem przez jedną drużyn trzech zwycięstw. Układ gier w meczu.
| 1. gra | 2. gra | 3. gra | 4. gra | 5. gra |
| ------ | ------ | ------ | ------ | ------ |
| A–X    | B–Y    | C–Z    | A–Y    | B–X    |

## Kluby
| Klub                                    | Sezon 2008/2009 |
| --------------------------------------- | --------------- |
| GLKS Wanzl Nadarzyn                     | Wicemistrz      |
| KS Gorce Nowy Targ                      | Awans z 1. ligi |
| GKS Gorzovia Medbud Gorzów Wielkopolski | 6. miejsce      |
| KU AZS AJD Częstochowa                  | Półfinał        |
| KS Bronowianka Kraków                   | 8. miejsce      |
| KTS Forbet OWG Tarnobrzeg               | Mistrz          |
| KU AZS UE Wrocław                       | 7. miejsce      |
| MKSTS Polkowice                         | 5. miejsce      |
| SKTS Sochaczew                          | Półfinał        |
| LUKS Warmia Lidzbark Warmiński          | Awans z 1. ligi |

## Faza zasadnicza
| Poz. | Drużyna                                 | M  | Z  | P  | Pojedynki | Punkty |
| ---- | --------------------------------------- | -- | -- | -- | --------- | ------ |
| 1.   | KTS Forbet OWG Tarnobrzeg               | 18 | 18 | 0  | 54:11     | 36     |
| 2.   | KU AZS UE Wrocław                       | 18 | 14 | 4  | 48:27     | 28     |
| 3.   | GLKS Wanzl Nadarzyn                     | 18 | 13 | 5  | 44:29     | 26     |
| 4.   | KS Bronowianka Kraków                   | 18 | 11 | 7  | 43:33     | 22     |
| 5.   | SKTS Sochaczew                          | 18 | 10 | 8  | 38:33     | 20     |
| 6.   | MKSTS Polkowice                         | 18 | 9  | 9  | 37:34     | 18     |
| 7.   | GKS Gorzovia Medbud Gorzów Wielkopolski | 18 | 6  | 12 | 30:40     | 12     |
| 8.   | LUKS Warmia Lidzbark Warmiński          | 18 | 5  | 13 | 27:45     | 10     |
| 9.   | KU AZS AJD Częstochowa                  | 18 | 4  | 14 | 29:48     | 8      |
| 10.  | KS Gorce Nowy Targ                      | 18 | 0  | 18 | 4:54      | 0      |

     Awans do półfinału
     Spadek do 1. ligi

## Play-off
|  |          |                           |          |                     |          |   |   |                       |       |       |       |       |
|  | Półfinał | Półfinał                  | Półfinał | Półfinał            | Półfinał |   |   | Finał                 | Finał | Finał | Finał | Finał |
|  | Półfinał | Półfinał                  | Półfinał | Półfinał            | Półfinał |   |   | Finał                 | Finał | Finał | Finał | Finał |
|  |          |                           |          |                     |          |   |   |                       |       |       |       |       |
|  |          |                           |          |                     |          |   |   |                       |       |       |       |       |
|  | 1        | KTS Forbet OWG Tarnobrzeg | 3        | 3                   |          |   |   |                       |       |       |       |       |
|  | 1        | KTS Forbet OWG Tarnobrzeg | 3        | 3                   |          |   |   |                       |       |       |       |       |
|  | 4        | KS Bronowianka Kraków     | 2        | 0                   |          |   |   |                       |       |       |       |       |
|  | 4        | KS Bronowianka Kraków     | 2        | 0                   |          |   | 1 | KTS Forbet Tarnobrzeg | 3     | 3     |       |       |
|  |          |                           |          |                     |          |   | 1 | KTS Forbet Tarnobrzeg | 3     | 3     |       |       |
|  |          |                           | 3        | GLKS Wanzl Nadarzyn | 1        | 0 |   |                       |       |       |       |       |
|  | 2        | KU AZS UE Wrocław         | 3        | GLKS Wanzl Nadarzyn | 1        | 0 | 2 | 1                     |       |       |       |       |
|  | 2        | KU AZS UE Wrocław         |          |                     |          |   |   |                       |       |       |       |       |
|  | 3        | GLKS Wanzl Nadarzyn       | 3        | 3                   |          |   |   |                       |       |       |       |       |
|  | 3        | GLKS Wanzl Nadarzyn       | 3        | 3                   |          |   |   |                       |       |       |       |       |
|  |          |                           |          |                     |          |   |   |                       |       |       |       |       |

### Półfinały
| Gospodarze            | Wynik       | Goście                |
| 1. półfinał           | 1. półfinał | 1. półfinał           |
| --------------------- | ----------- | --------------------- |
| KS Bronowianka Kraków | 2:3         | KTS Forbet Tarnobrzeg |
| KU AZS UE Wrocław     | 2:3         | GLKS Wanzl Nadarzyn   |
| 2. półfinał           |             |                       |
| KTS Forbet Tarnobrzeg | 3:0         | KS Bronowianka Kraków |
| GLKS Wanzl Nadarzyn   | 3:1         | KU AZS UE Wrocław     |

### Finał
| GLKS Wanzl Nadarzyn    | 1:3 | KTS Forbet OWG Tarnobrzeg |
| ---------------------- | --- | ------------------------- |
| Magdalena Szczerkowska | 0:3 | Xiao Zhou                 |
| Xu Jie                 | 2:3 | Li Qian                   |
| Klaudia Kusińska       | 3:2 | Kinga Stefańska           |
| Natalia Bąk            | 1:3 | Li Qian                   |

| KTS Forbet OWG Tarnobrzeg | 3:0 | GLKS Wanzl Nadarzyn    |
| ------------------------- | --- | ---------------------- |
| Li Qian                   | 3:0 | Magdalena Szczerkowska |
| Xiao Zhou                 | 3:0 | Xu Jie                 |
| Kinga Stefańska           | 3:2 | Klaudia Kusińska       |

## Medaliści
| Lp. | Drużyna                   |
| --- | ------------------------- |
| 1.  | KTS Forbet OWG Tarnobrzeg |
| 2.  | GLKS Wanzl Nadarzyn       |
| 3.  | KS Bronowianka Kraków     |
| 3.  | KU AZS UE Wrocław         |